# 克鲁森施滕陨石坑
克鲁森施滕陨石坑（Krusenstern）是位于月球正面南部高地区一座古老的大撞击坑，约形成于45.5－39.2亿年前的前酒海纪，其名称取十九世纪初波罗的海德裔俄籍探险家亚当·约翰·冯·克鲁森施滕男爵（Adam Johann von Krusenstern，1770年－1846年），1935年被国际天文学联合会批准接受。

## 描述

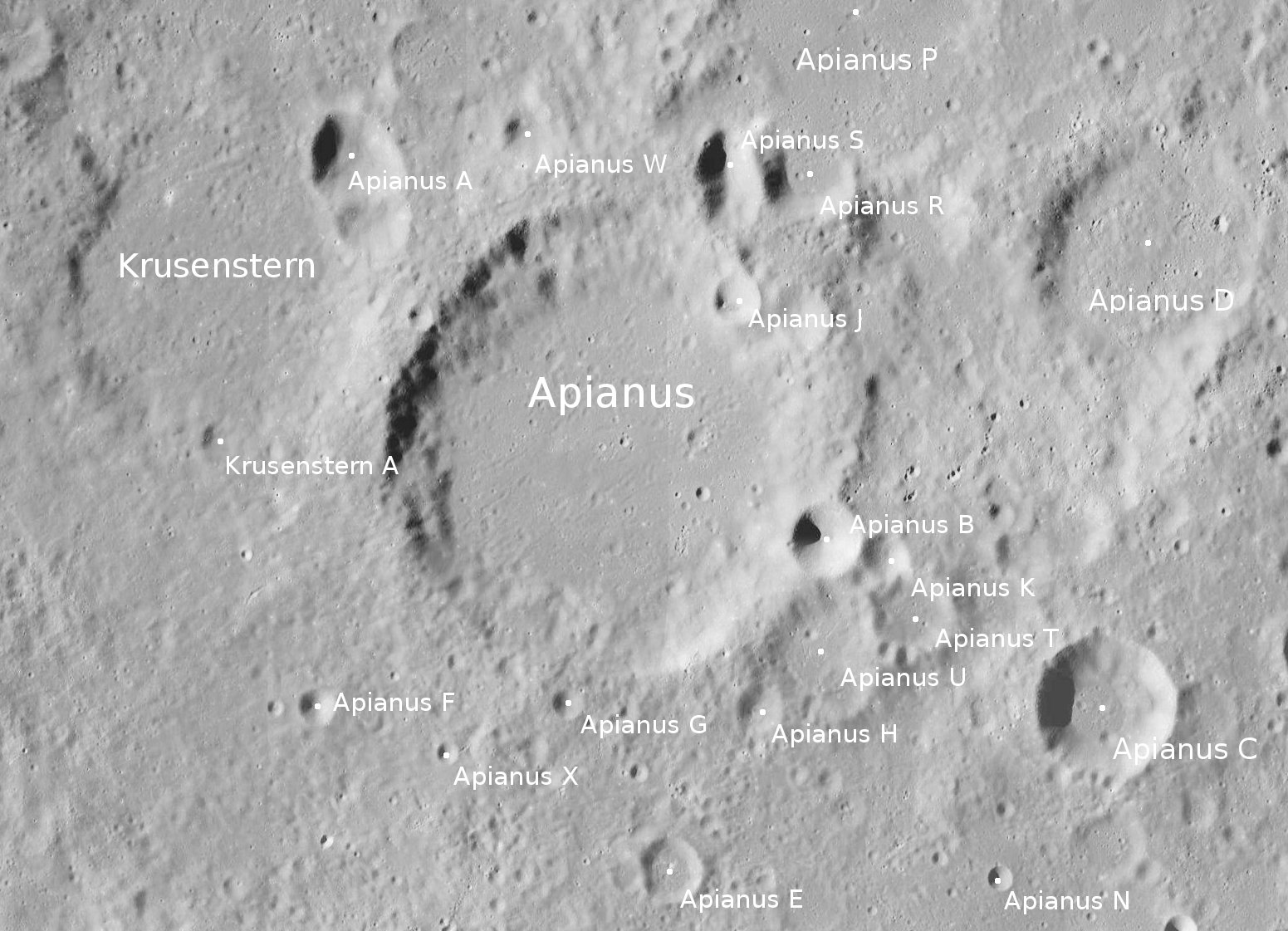
克鲁森施滕陨石坑，月球勘测轨道飞行器拍摄

该陨坑西侧毗邻比安基奴斯环形山、东北靠近普莱费尔陨石坑、阿皮亚纳斯环形山位于它的东南偏东、西南则坐落了维尔纳环形山。该陨坑中心月面坐标为26°12′S 5°54′E / 26.2°S 5.9°E，直径46.4公里，深度约2.1公里。
克鲁森施滕陨石坑外观呈多边形状，因存续时期悠久而损毁严重，几乎已成为一处崎岖的洼地。其坑壁类似于一圈嶙峋桀立的隆起山脊，东北壁覆盖了一对连环坑，东南侧壁则坐落着稍小的卫星坑克鲁森施滕 A。坑内底表相对平坦，除散布有一些细小的陨坑外，没有其它典型的地貌结构。

## 卫星陨石坑
按惯例，最靠近克鲁森施滕环形山的卫星坑将在月图上以字母标注在它的中心点旁边。

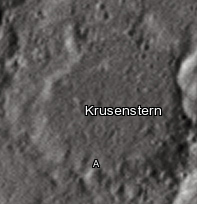
戴维·坎贝尔图片

| 克鲁森施滕 | 纬度    | 经度   | 直径   |
| ---------- | ------- | ------ | ------ |
| A          | 26.9° S | 5.9° E | 5 公里 |

## 参引资料
1. ↑  Lunar Impact Crater Database
2. ↑  Autostar Suite Astronomer Edition. CD-ROM. Meade, April 2006.
3. ↑   (PDF).   [2016-09-18]. （原始内容存档 (PDF)于2013-02-20）.
4. ↑  .   [2016-09-18]. （原始内容存档于2018-07-14）.
5. ↑  .   [2016-09-18]. （原始内容存档于2014-12-18）.
6. ↑  Rükl, Antonín. . Kalmbach Books. 1990. ISBN 0-913135-17-8.
7. ↑  Bussey, B.; Spudis, P. . New York: Cambridge University Press. 2004. ISBN 0-521-81528-2.